# Labastida
Labastida (baskisch Bastida; offiziell Labastida/Bastida) ist ein Ort und eine Gemeinde (municipio) mit 1.565 Einwohnern (Stand: 2024) in der Autonomen Gemeinschaft Baskenland im Norden Spaniens. Der Ort gehört zur Weinbauregion Rioja Alavesa.

## Lage und Klima
Der Ort Labastida liegt am Fluss Ebro in einer Höhe von etwa 555 m im äußersten Süden der Provinz Álava nahe der Grenze zur Autonomen Gemeinschaft La Rioja. Nächstgelegene größere Stadt ist das etwa 25 km (Fahrtstrecke) nordwestlich gelegene Miranda de Ebro in der Region Kastilien-León; die Kleinstadt Haro befindet sich gut 6 km südwestlich. Das Klima ist gemäßigt bis warm; Regen (ca. 645 mm/Jahr) fällt hauptsächlich im Winterhalbjahr.

## Bevölkerungsentwicklung
| Jahr      | 1857  | 1900  | 1950 | 2000  | 2018  |
| Einwohner | 2.095 | 1.583 | 975  | 1.243 | 1.445 |

Die Reblauskrise im Weinbau, die Mechanisierung der Landwirtschaft und die Aufgabe bäuerlicher Kleinbetriebe führten bis zur Mitte des 20. Jahrhunderts zu einem Absinken der Einwohnerzahlen; danach stiegen diese wieder deutlich an. Zur Gemeinde gehört ebenfalls der noch etwa 100 Einwohner zählende Weiler (pedanía) Salinillas de Buradón / Gatzaga Buradon.

## Wirtschaft
In frühen Jahrhunderten lebten die als Selbstversorger wirtschaftenden Bewohner hauptsächlich von den landwirtschaftlichen Produkten der näheren Umgebung, zu denen auch der Wein gehörte. Der Ort selbst fungierte als Markt- und Handelszentrum, aber auch Handwerker ließen sich hier nieder. Die zunehmende Bedeutung des Weinbaus und des Weintourismus in der Rioja wirkt sich in den letzten Jahrzehnten auch wieder positiv auf die Beschäftigung aus.

## Geschichte
Kelten, Römer, Westgoten und Mauren haben – trotz der Nähe zum Ebro-Tal – keine archäologisch verwertbaren Spuren auf dem Gemeindegebiet hinterlassen. Wahrscheinlich entstand der Ort erst im Zuge der Rückeroberung (reconquista) und Wiederbesiedlung (repoblación) der von den Mauren besetzten Gebiete im 10. und 11. Jahrhundert. Um das Jahr 1200 gab es wiederholte Auseinandersetzungen zwischen dem Königreich Navarra und der kastilischen Krone, in welchen Kastilien trotz andauernder Konflikte die Oberhand behielt. Ferdinand III. gewährte dem Ort Labastida im Jahr 1242 Privilegien (fueros). Im Jahre 1379 belehnte König Heinrich II. von Kastilien den Marschall Diego Gómez Sarmiento mit den Orten Labastida und Salinillas de Buradón, das heute ebenfalls zur Gemeinde gehört. Im 17. und 18. Jahrhundert erlebte Labastida Jahrzehnte der Ruhe und des Wohlstands.

## Sehenswürdigkeiten

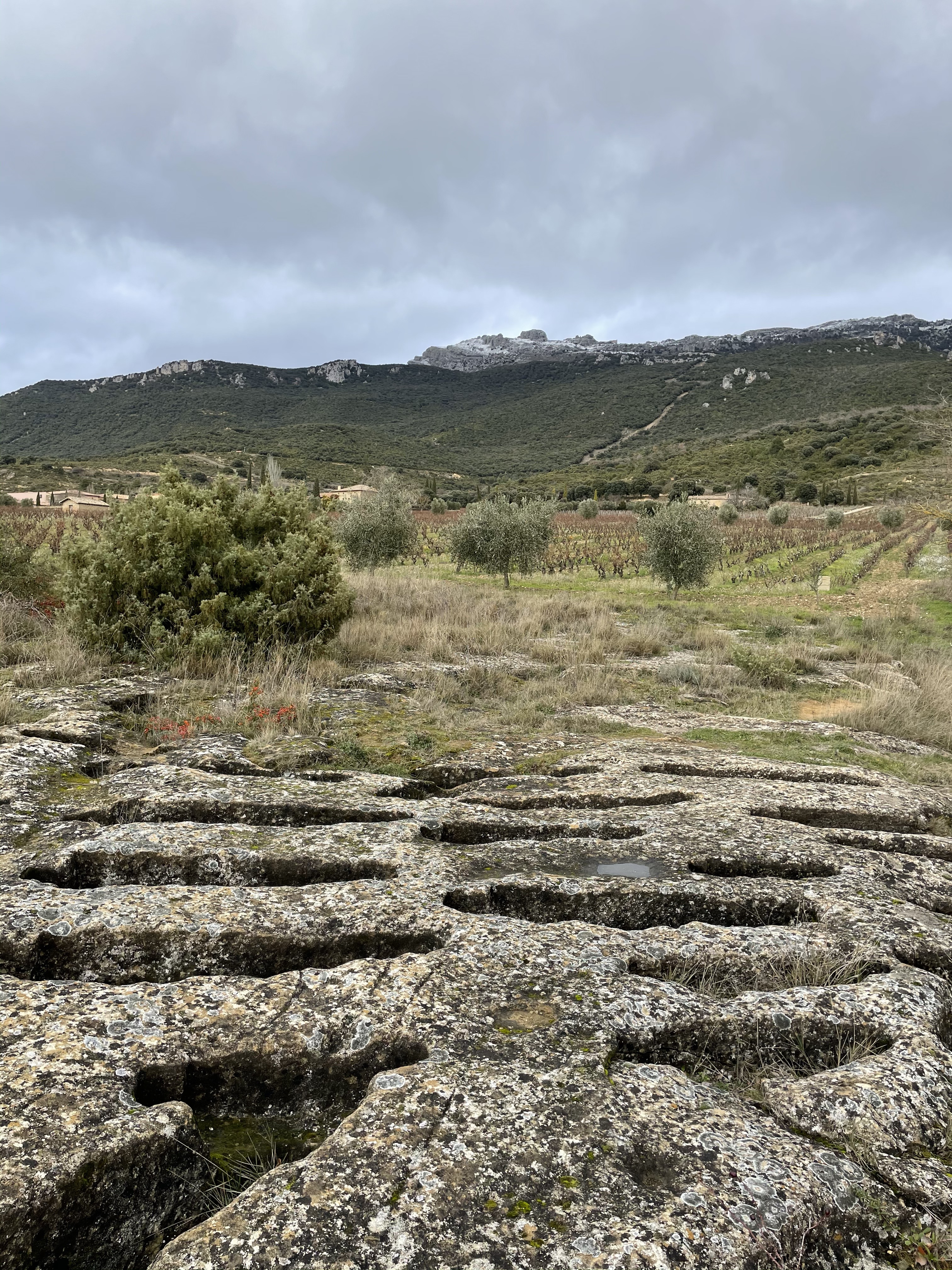
Nekropole von Remelluri in Labastida

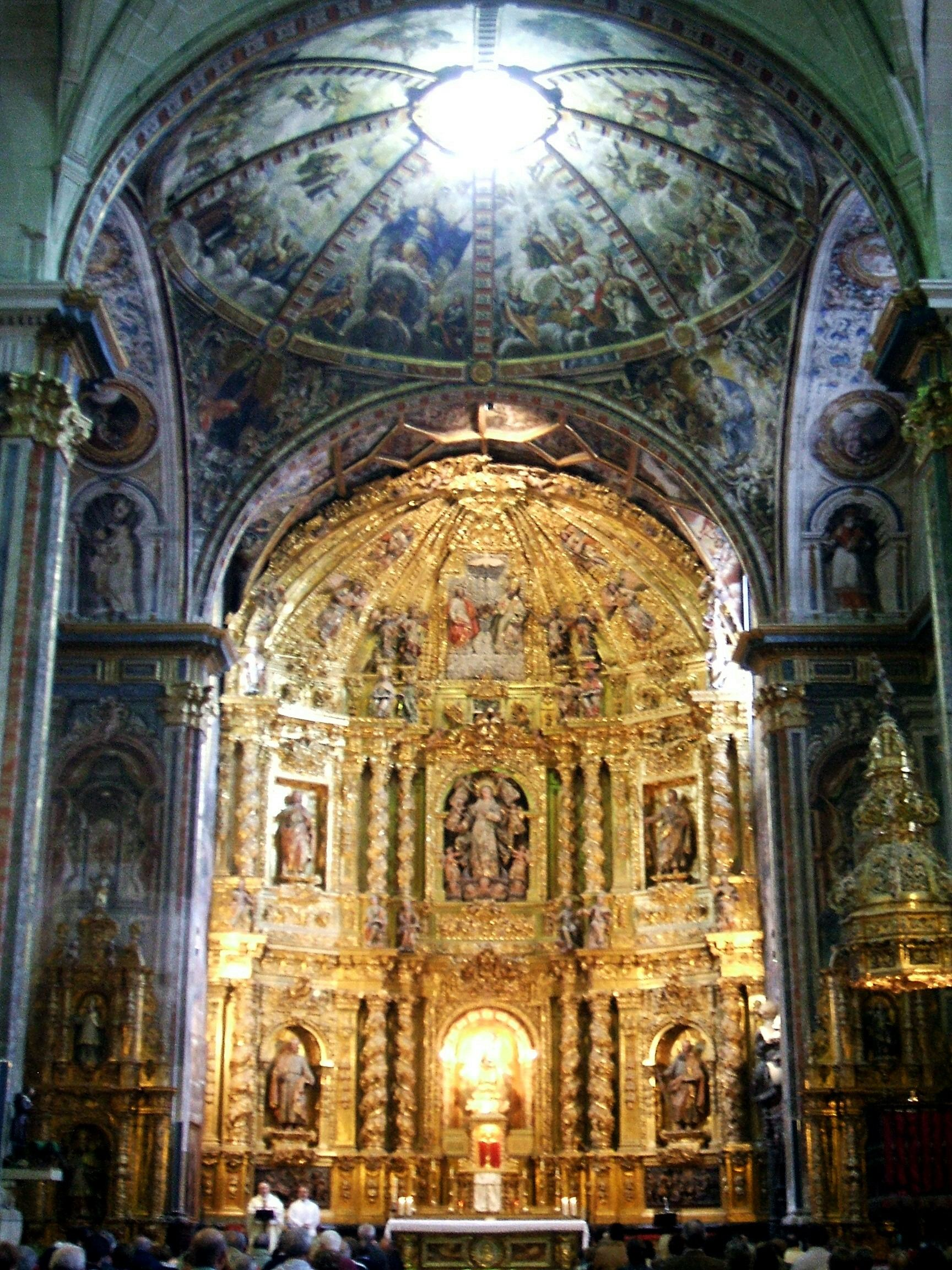
Kirche Nuestra Señora de la Asunción

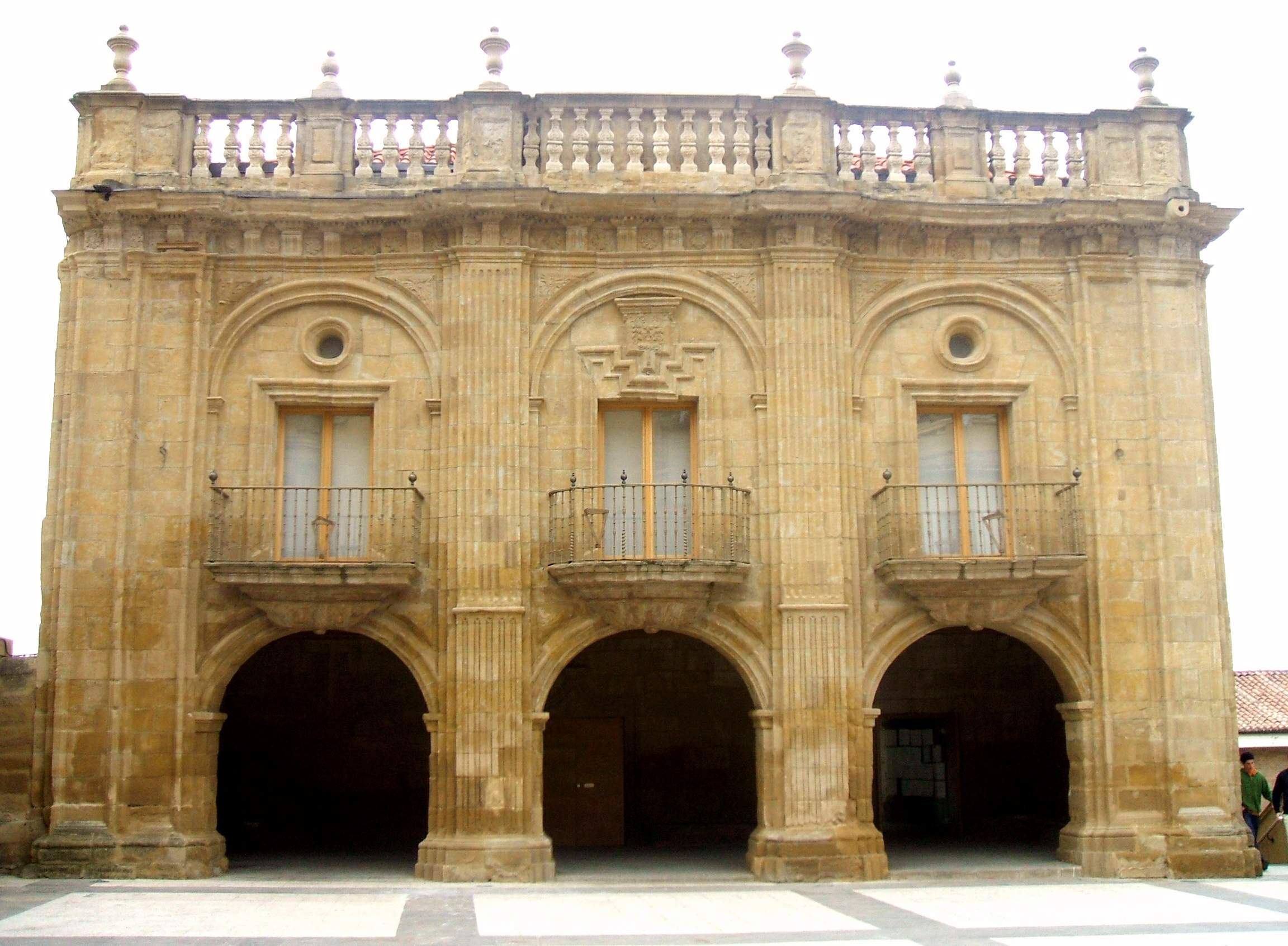
Rathaus (Casa consistorial)

- Ältestes Bauwerk ist die etwas außer- und oberhalb des Ortes gelegene Ermita del Santo Cristo, in der sowohl spätromanische Elemente (z. B. im Archivoltenportal) als auch spätgotische Bauteile (z. B. Apsisfenster) zu sehen sind.
- Nur wenige Meter oberhalb der Ermita befindet sich der Arco de Toloño, eine Renaissance-Pforte in der Stadtmauer mit einer Muttergottesfigur.
- Die im Stil der Renaissance erbaute Pfarrkirche Nuestra Señora de la Asunción wurde im 16. Jahrhundert erbaut und zu Beginn des 17. Jahrhunderts eingeweiht; die Ausstattung mit mehreren Altarretabeln stammt hingegen im Wesentlichen aus der Zeit des Barock. Architektonischer Höhepunkt des Bauwerks ist die mit einem Okulus versehene Kuppel über der mit Fresken ausgemalten Vierung. Der vergoldete Altarretabel (retablo) in der Hauptapsis ist im spätbarocken Stil des Churriguerismus gestaltet; sein Mittelfeld wird von einer Skulpturengruppe der von Engeln begleiteten Himmelfahrt Mariens (asunción) eingenommen.
- Das Rathaus (Casa consistorial) befindet sich in einem zweigeschossigen Gebäude des 18. Jahrhunderts, dessen Fassade durch antikisierende Elemente wie kannelierte Pfeiler und einen Metopen-Triglyphenfries unterhalb der Dachtraufe auffällt. Das Erdgeschoss ist durch Arkaden geöffnet; im Obergeschoss befinden sich drei Balkone mit aufwendig gerahmten Fenstern, die jeweils von kleinen Rundfenstern (Okuli) und Bögen überfangen werden. Das seitlich abgewalmte Ziegeldach ist kaum sichtbar, da es von einer Balustrade mit Vasenaufsätzen umgeben ist.
- Der in der Nähe stehende und ebenfalls aus dem 18. Jahrhundert stammende zweigeschossige Palacio de los Salazar ist Ende des 20. Jahrhunderts restauriert worden und dient heute als Touristenbüro und Kulturhaus.
- Der Palacio de los Paternina ist ein breitgelagerter Bau aus dem 17. Jahrhundert mit drei Balkonen. Im Innern befindet sich eine sehenswerte Diele (zaguán) und ein Innenhof (patio).

Salinillas de Buradón / Gatzaga Buradon
- Etwa 5 km nordwestlich befindet sich der noch in Teilen von einer spätmittelalterlichen Stadtmauer (muralla) umgebene Ort Salinillas de Buradón (baskisch: Gatzaga Buradon). Interessant, aber leider weitgehend zerstört ist der aus dem 15. Jahrhundert stammende zweigeschossige Palacio de los Condes de Oñate, zu dem auch der dreigeschossige Torre de los Sarmientos y los Ayalas gehört.